# Borromäus Hospital Leer

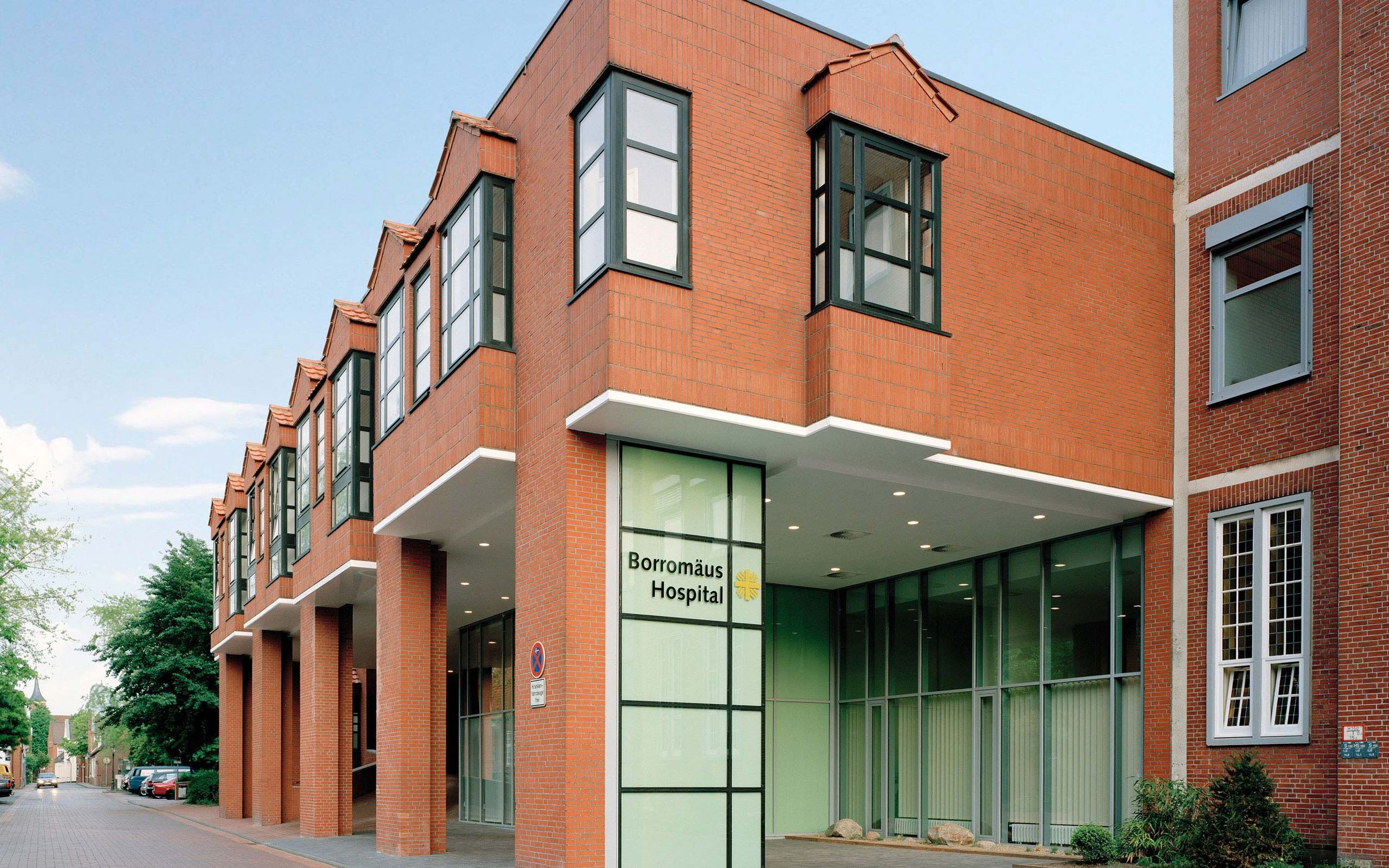
Das Borromäus Hospital Leer

Das Borromäus Hospital Leer ist ein katholisches Krankenhaus in der Rechtsform einer gemeinnützigen GmbH.

## Profil
Das Borromäus Hospital Leer ist ein katholisches Krankenhaus in der Trägerschaft einer gemeinnützigen GmbH. Gesellschafter der gGmbH sind die St. Bonifatius Hospitalgesellschaft Lingen e.V., die katholische Kirchengemeinde Seliger Hermann Lange und der Bischöfliche Stuhl Osnabrück.
Das Borromäus Hospital bietet seit über 150 Jahren eine medizinische, pflegerische und therapeutische Versorgung für den Landkreis Leer, die Region Ostfriesland und das Emsland. Die Mitarbeiter orientieren ihre Arbeit an dem Leitmotiv „den Menschen verbunden“ und setzen sich täglich zum Wohle der Patienten ein.
Namenspatron des Krankenhauses ist der Heilige Borromäus, ein ehemaliger Kardinal und Erzbischof von Mailand des 16. Jahrhunderts.
Mit 256 Betten werden im Borromäus Hospital jährlich mehr als 14.500 Patienten stationär sowie 30.000 ambulant behandelt
Mit über 660 Beschäftigten stellt es zudem einen bedeutenden Arbeitgeber in der Region dar und fungiert darüber hinaus als akademisches Lehrkrankenhaus der Carl von Ossietzky Universität Oldenburg.
Dem Hospital sind weiterhin ein medizinisches Versorgungszentrum und eine Reihe von Fachpraxen angegliedert.

## Geschichte
Gegründet wurde das Borromäus Hospital Leer im Jahr 1865 von der katholischen Kirchengemeinde Seliger Hermann Lange (früher Name St. Michael) als Kranken- und Armenhaus, im selben Jahr nahmen hier auch Ordensschwestern aus der Gemeinschaft der Mauritzer Franziskanerinnen zu Münster ihre Arbeit auf. Die Wahl des Heiligen Borromäus als Namenspatron verdeutlicht die katholische Prägung des Hospitals. 1869 wurde der Grundstein für einen Neubau gelegt.
Im Jahr 1930 wurde nach mehrjähriger Bauzeit ein umfassender Erweiterungsbau in Betrieb genommen. Während des Zweiten Weltkriegs wurde das Haus als Marinelazarett an die deutsche Militärverwaltung verpachtet.
Nach Kriegsende kehrte das Hospital in seinen Status als ziviles Krankenhaus zurück und nahm in den Nachkriegsjahren seine Funktion als katholisches Krankenhaus wieder auf.
Bis in die 1960er Jahre investierte das Haus als Reaktion auf die wachsende Zahl der Patienten in die räumliche Erweiterung des Hospitals, gegen Ende der 1980er Jahre erfolgte dann eine Gesamtsanierung, um das Borromäus Hospital dem aktuellen Stand der medizinischen Entwicklung und der steigenden Patientenansprüche anzupassen.
Insbesondere wurde in den vergangenen Jahren in die Neustrukturierung des Aufnahme- und Funktionsbereiches investiert. So wurde eine neue Notaufnahme – in direkter Anbindung zum Zentralen Belegungsmanagement, der stationären Patientenaufnahme und der Radiologischen Abteilung – aufgebaut. Zusätzlich wurde in den Ausbau der Patientenzimmer investiert. In den kommenden Jahren sind bereits Investitionen in die apparativen Ausstattungen sowie weitere bauliche Veränderungen geplant, um die Prozessqualität weiter zu verbessern.

## Fachabteilungen
- Allgemein- & Viszeralchirurgie
- Unfall- & Wiederherstellungschirurgie, Sportorthopädie
- Plastische-, Hand- & Ästhetische Chirurgie
- Urologie & Kinderurologie
- Innere Medizin & Gastroenterologie
- Innere Medizin & Kardiologie
- Innere Medizin & Pneumologie
- Anästhesie, Schmerz- und operative Intensivmedizin
- Orthopädische Chirurgie
- Gynäkologie
- Geburtshilfe
- Hals-Nasen-Ohren-Heilkunde (als Belegabteilung)[3]

## Medizinisches Versorgungszentrum
- Innere Medizin & Gastroenterologie
- Allgemein- & Viszeralchirurgie
- Orthopädie
- Gynäkologie
- Anästhesie
- Neurochirurgie[4]
- Neurologie

## Interdisziplinäre Zentren
- Lokales Traumazentrum
- European Hand Trauma Center

## Praxen am Hause
- Zentrum für Physiotherapie am Borromäus Hospital GbR
- Gemeinschaftspraxis für Radiologie und Nuklearmedizin
- Dialysepraxis Leer
- Praxis für Neurologie und Psychiatrie[5]